# Израел и държавно спонсорирания тероризъм
Израел и държавно спонсорираният тероризъм се отнася за действията на държавата Израел, която е обвинявана в участие в държавно спонсориран тероризъм многократно, както и в извършване на ежедневни действия на държавен тероризъм спрямо държавата Палестина. Държави, които обвиняват Израел за ролята ѝ на изпълнител на държавно спонсориран тероризъм включват Боливия, Иран, Ливан, Оман, Саудитска Арабия, Сирия, Турция, и Йемен.
Ранен пример с държавно спонсориран тероризъм и едновременно с това операция под фалшив флаг от страна на Израел е аферата Лавон от 1954 година, бомбен атентат в Египет, довел до оставката на израелския министър на отбраната по това време. През 1970-те и 1980-те Израел е важен снабдител на оръжия за диктаторски режими в Южна Америка, Субсахарска Африка и Азия. През 21 век Израел е обвинявана в спонсориране и подкрепа за няколко терористични групи, които участват в „прокси“ конфликта между Израел и Иран.
За еврейският тероризъм преди създаването на израелската държава, вижте: Ционистко политическо насилие.

## Бомбени атентати в Багдад (1950–51)
Бомбените атентати от 1950-1951 година се отнасят за поредица взривове, поразили еврейски цели в Багдад, Ирак между април 1950 и юни 1951 година. Има спор около истинската самоличност и цели на извършителите, като случаят остава неразрешен.
Двама активисти на иракския ционистичен подземен свят са намерени за виновни от Иракския съд за множество от атентатите и са осъдени на смърт. Трети е осъден на доживотен затвор, а 17 други получават дълги присъди затвор. Обвиненията против израелските агенти имат „широк консенсус“ сред иракските евреи в Израел.  Множество от иракските евреи в Израел, които са живели в лоши условия, обвиняват за злочестията си израелските ционистки емисари или иракския ционистки подземен свят. Теорията, че „определени евреи“ извършват атаките „с цел да обърнат вниманието на Израелското правителство за тежкото положение на евреите“, се разглежда като „по-правдоподобна от останалите“ от Британския „Форин Офис“. Телеграми между агенти на Мосад в Багдад и техни командири в Тел Авив оставят впечатлението, че те не са отговорни за нападенията.

## Лавонската афера 1954
Лавонската афера е неуспешна израелска тайна мисия, с кодово име „Операция Шушана“, извършена в Египет през лятото на 1954 година. Като част от операция под фалшиво знаме, група египетски евреи са рекрутирани от Израелското военно разузнаване, за да поставят бомби в притежавани от цивилни цели на египтяни, американци и британци като обществени кина, библиотека и образователни центрове. Атаките е следвало да се препишат на Мюсюлмански братя, египетските комунисти, „неопределени недоволни групи“ или „местни националисти“, чиято цел е създаване на среда на значително насилие и нестабилност, които да предизвикат Британското правителство да задържи окупационните си части около Суецкия канал в Египет. Експлозиите са нагласени да се случат няколко часа след като обществените сгради затворят и не предизвикват смъртни случаи. Въпреки това, един от извършителите загива от бомба, която носи към кино салон се взривява преждевременно в джоба му. В допълнение, други двама извършители се самоубиват, след като са заловени, а още други двама са заловени, осъдени и екзекутирани в Египет.
В крайна сметка операцията остава известна като „Лавонската афера“, след която Израелският вътрешен министър Пинхас Лавон е принуден да подаде оставка. Въпреки, че Израел отрича каквото и да е участие в операцията за 51 години, оцелелите участници в нея получат почести от Израелския президент Моше Кацав през 2005 година. Операцията е обект на изследване от редица научни изследвания за тероризма.

## Принудително кацане на Сирийски граждански самолет от 1954
На 12 декември 1954 година Израелските ВВС прихващат сирийски цивилен самолет и го принуждават да кацне на летище „Лод“, където пасажерите са държани за два дни. Самолетът на Сирийските Авиолинии (Compagnie Arienne Syrienne) летял от Дамаск за Кайро с пет пасажери и седем члена екипаж, когато два израелски изтребителя не му нареждат да се приземи при заплаха от стрелба. Сред задържаните са Шериф Котмех от сирийското посолство в Кайро, двама други сирийци, както и съпругата на египетски адвокат. Тези чужди граждани са след това отведени до границите на родините им и освободени. Американски бизнесмен, също пасажер, е освободен на момента.
Израелските власти обвиняват, че самолетът е пресекъл въздушната територия на Израел при Акра преди да бъде приземен, докато сирийсктие власти твърдят, че това става в небето над морето. В ООН сирийският делегат Ахмед Шукайри отбелязва, че това е „шокираш акт на агресия“. Министърът на външните работи на Израел Моше Шерет на изслушване пред Кнесета на следващата седмица заявява, че самолетът не е бил на въздушната територия на Израел, че едва е бил в обсега на летище „Лод“ и че е прецедент искането на такъв самолет да бъде приземен при такива обстоятелства. Сирийското правителство веднага прави връзката между това и задържането на петима израелски военни на 8 декември при граничен диспут.
Ливиа Рокаш, Камеел Насър, Ноам Чомски, И Доналд Нъф описват инцидента като държавно-спонсорирано отвличане или тероризъм. Изследващият самолетните отвличания историк Филип Баум заключава, че това е далеч от тероризъм. В дневникът на израелския министър Моше Шарет е отбелязано, че желанието на командващият генералния щаб Моше Даян е искал „да вземе заложници, които да размени за нашите войници в Дамаск“. Шарет пише до министъра на отбраната Лавон, че нашите действия са безпрецедентни в историята на международната практика. „Каквото ме шокира и притеснява е праволинейността и недалновидността на нашите военни ръководители. Те изглежда размишляват, че държавата Израел може или дори трябва да се държи в сферата на международните отношения спрямо законите на джунглата.“

## Военна подкрепа на диктаторски режими през 1970-те и 1980-те
От 1970-те години Израел подсигурява военна помощ на редица диктаторски режими в Южна Америка, Субсахарска Африка и Азия. Penny Lernoux called it a "Who's Who" of dictators. Между 1970 и 1980 година Израел е обвиняван за 80% от военните доставки в Ел Салвадор, довел до Салвадорската гражданска война. Израел също така осигурява 100 съветници, пилоти за бойни мисии и компютърни системи, които служат за наблюдение на бунтовниците в страната. В Гватемала Израел е единственият доставчик на оръжия по време на терора, последвал избора на генерал Лукас Гарсия през 1978 година, част от които събития е Панзоското клане. В Индонезия, както свидетелства Ноам Чомски, Израел служи като прокси на САЩ, снабдявайки самолети за извършване на кланетата на тиморите в края на 1970-те.

## Фронт за освобождение на Ливан от чужденци
След убийството на израелско семейство в Нахария от 1979 година, извършено от членове на Палестинския освободителен фронт (ПОФ), ръководителят на генералния щаб на Израелските отбранителни сили Рафаел Ейтан инструктира израелския генерал Авигдор Бен-Гал „Избий ги всичките“, имайки предвид както Организация за освобождение на Палестина (ООП), така и всички свързани с тях. С разрешението на Ейтан, Бен-Гал назначава за ръководител на акцията Меир Даган. Действията на генералния щаб са пазени в тайна от генералния щаб на Израелската армия и от множеството от членовете на правителството. Давид Агмон, по това време ръководител на Северното командване на Израел, е един от малкото хора, който получава брифинг за операцията. Рекрутирани са ливанци на терен от маронитски, шиитски и друзе произход. Целите на поредицата операции са да „предизвикат хаос сред палестинците и сирийците в Ливан, без да бъдат оставени отпечатък от Израел, за да им дадат чувството, че са вечно под атака и да им внушат чувство на несигурност“.
Започвайки през юли 1981 година с бомбена атака по офиси на ООП край Факхани в Западен Бейрут, тези атаки са извършени от група самонаричаща се „Фронт за освобождение на Ливан от чужденци“, която е съставена от израелски агенти, които убиват стотици хора между 1979 и 1983 година.
До септември 1981 година операциите на този фронт се състоят предимно от коли бомби, взривявани редовно в палестински квартали на Бейрут и други ливански градове. Особено кървави са атаките от 1 октомври 1981 година, убила 83 души, и тази от 29 ноември 1981 година в Алепо, отнела животите на 90 души. Действията на тази група изведнъж спират преди Първата ливанска война, при която Израел нахлува в Ливан, само за да бъдат подновени на следващата година: първо на 28 януари 1983 година е поразен щаб на ООП в Чтаура в контролирана от Сирия долина Бекаа, при който загиват 35 души, последван от друг удар на 3 февруари в Западен Бейрут, който унищожава офиси на Палестинския изследователски център с 20 убити души, включително съпругата на Сабри Джиру. Трета бомбардировка е извършена в контролирания от Сирия район на Баалбек на 7 август 1983 година, при който са ранени 40 души, а 30 намират смъртта си, последван от още един атентат от 5 декември 1983 година в южния квартал на Бейрут Чиях (Шиях), отнел живота на 12 души ранил над 80 други. След 1983 година този фронт спира да съществува.

## „Проксита“ срещу Иран
Израел и Иран са противници във война, макар без да са си обявявали такава, двете държави правят всичко възможно, за да подкопаят влиянието на другата в региона чрез различни методи: дипломатически, икономически и военни. Това включва използването на „проксита“ (често въоръжени), които улесняват непрекия конфликт между двете сили, а в случая на считаните за ирански проксита Хамас и Хизбола да отприщят война. Израелското правителство подкрепя редица въоръжени групи в своята борба с Иран.Шаблон:Which?
Между 2010 и 2012 година четирима ирански ядрени физици са убити – Масуд Алимохамеди, Маджид Шахриари, Дариоуш Резаейнеджад и Мустафа Ахмади Рошан. Друг учен, Фарейдон Аббаси е ранен при опит за убийството му. Две от убийствата са извършени с магнитни бомби, прикачени към колите на целите, един е убит с мотоциклет-бомба, а още един е застрелян. Според статия на „ЕнБиСи“, две американски официални лица, администрацията на Барак Обама е знаела за кампанията по убийствата, но „няма директно участие в нея“, докато Мохамед Джавад Лариджани не обвинява Организацията на муджахидините на иранския народ.
Според материал на „Ню Йорк Таймс“, Израелското правителство със знанието и подкрепата на правителството на САЩ извършва убийството на Факризадех на 27 ноември 2020 година в засада на пътя в Абсард, използвайки иновативно автономно-управлявано саталитно оръдие.
Според доклад на „Форин Полиси“ от 2012 година, агенти на Мосад, представящи се за агенти на ЦРУ са рекрутирали членове на „Джудналах“, „пакистанска сунитска терористична организация... отговорна за убийството на ирански правителствени членове и избиването на ирански жени и деца“, която да извърши редица операции под чуждо знаме срещу Иран, опъвайки в крайна сметка взаимоотношенията на Израел със САЩ.

## Сирийска гражданска война
Израел подсигурява финансиране, weapons и медицинска подкрепа на ранени сирийски бунтовници, пресичащи границата на контролираните от Израел Голански възвишения; най-голяма подкрепа получава фронтът „Ал-Нусра“ (преди част от „Ал Кайда“, сега „Тахрир ал-Шам“). Аймен Джавад Ал-Тамини отбелязва, че „това, въпреки всичко, не е доказателство за Израелската политика по отношение на членовете на Хаят Тахрир ал-Шам“. Израелски официални лицат твърдят, че са осигирили хуманитарна помощ на ранени бойци и цивилни без оглед на техния произход. Според сведения на „Уолстрийт Джърнал“ от март 2015 година, две трети от „лекуваните сирийци в Израел“ са мъже на възраст за военна повинност. Доклад на UNDOF отбелязва, че два контейнера със неизвестно съдържание са прехвърлени от Израел към сирийските бунтовници и че войници от Израелската армия се срещат с тези бунтовници на изток от границата. Смята се, че Израел споделя материали от разузнаването си с тези бунтовници. Бившият ръководител на Израелското военно разузнаване Амос Ядлин обяснява рационално действията на Израел: Няма съмнение, че „Хизбола и Иран са главната запаха за Израел, много повече отколкото радикалните сунитски ислямисти, които също са врагове“.
Началникът на генералния щаб на Израелската армия Гади Айзенкот свидетелства, че Израел снабдява с оръжия различни бунтовнически групи в Сирия.

## Дейности в окупираните територии
В края на войната в Газа (2008 – 2009), международният правен експерт Ричард Фалк дава мнението си, че Израелсктие атаки са част от доктрината „Дахия“, по името на нарочно сринатия със земята при въздушни бомбардировки квартал Дахия в Южен Бейрут през Израелско-ливанската война (2006), при които са разрушени предимно цивилни сгради.
По сходен начин, във войната от 2008-2009 година, Фалк наблюдава заключението на рапорта „Голдстоун“, част от мисията на ООН в за конфликта в Газа, според който „израелската стратегия е планирана да накаже, унижи и тероризира цивилното население“. Фалк заявява: „Цивилната инфраструктура на противници като Хамас и Хизбола биват третирани като военни цели, което е не само явно нарушение на най-елементарните норми на военното право и на всеобщия морал, но и признание за доктрина за насилието, която трябва да бъде наречена с истинското ѝ име: държавен тероризъм“.

## Експлозии на пейджъри в Ливан и Сирия през 2024 г.
На 17 и 18 септември 2024 година, хиляди ръчни пейджъри и уолки-толкита, предназначени за употреба от Хизбола, се взривяват едновременно в цял Ливан и Сирия в атака от страна на Израел. Атаката отнема живота на най-малко 42 души, включително 12 цивилни и ранява повече от 3000 души.
Според заместник министър-председателят на Белгия Петра Де Сутер това е „терористична атака“." Институтът за превенция на геноцид „Лемкин“ заклеймява инцидента като „терористични атаки срещу ливанския народ“. В официални изказвания, атаките са наречени като терористични от Хамас и от Иран. Леон Панета, бивш директор на ЦРУ, заявява: „Не мисля, че има някакво съмнение, че това е тероризъм“. Жозеф Борел, външен министър на ЕС, осъжда нападението, казвайки, че то е с цел „да разпространи терора в Ливан“.

## Народните сили
През юни 2025 година израелският министър-председател Бемяним Нетаняху признава, че Израел снабдява с оръжие предполагаемо близката до Ислямска държава група „Народни сили“ на Ясер Абу Шабаб в Рафах по време на Войната в Газа.

### Цитати
- Pieterse, Jan. State Terrorism on a Global Scale: The Role of Israel //  Crime and Social Justice 21/22 (21/22).   1984. с. 58–80.